# Xenomastax
Xenomastax is een geslacht van rechtvleugeligen uit de familie Euschmidtiidae. De wetenschappelijke naam van dit geslacht is voor het eerst geldig gepubliceerd in 1964 door Descamps.

## Soorten
Het geslacht Xenomastax omvat de volgende soorten:
- Xenomastax miserabilis Descamps, 1964
- Xenomastax wintreberti Descamps, 1964